# Нахшоним

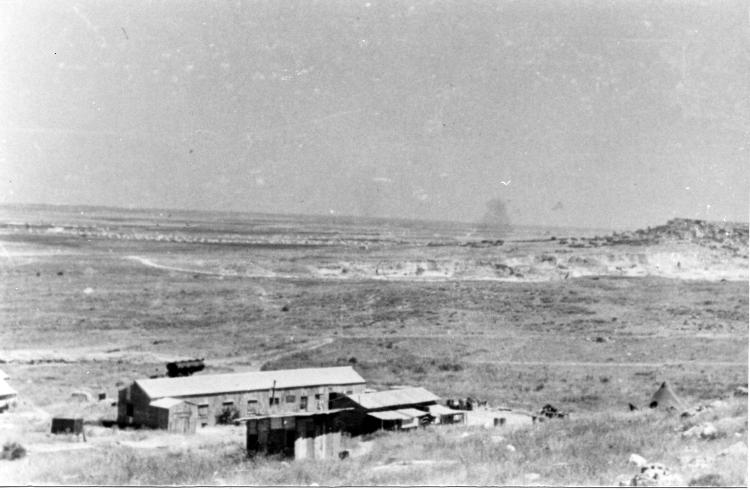
Нахшоним в 1948 году

Нахшоним (ивр. נַחְשׁוֹנִים‎) — кибуц в центральной части Израиля. Расположен на юге равнины Шарон недалеко от Рош-ха-Аина. Административно кибуц относится к региональному совету «Дром-ха-Шарон». В 2020 году население кибуца составляло 405 человека.

## История
Кибуц «Нахшоним» был основан в 1949 году группой, в основном состоящей из египетских еврейских иммигрантов и беженцев, а также нескольких коренных израильтян. Они выбрали это название, которое берет свои корни в Танахе, где имеется первопроходц Нахшоне, который помогал Моисею во время Исхода из Египта.
Кибуц хорошо известен в Израиле своим автопарком и парком развлечений «Нахшонит».

## Известные жители
- Харель Леви (родился в 1978 году), теннисист и капитан команды Кубка Дэвиса

## Население
По данным Центрального статистического бюро Израиля, население на начало 2020 года составляло 405 человек.